# Orlando de Oliveira Alvarenga
Orlando de Oliveira Alvarenga (Muzambinho, 18 de diciembre de 1899 - São Paulo, 12 de agosto de 1932) fue un amanuense brasileño y mártir de la Revolución Constitucionalista de 1932.
Nació en la ciudad de Muzambinho, estado de Minas Gerais, el 18 de diciembre de 1899, hijo de Ozório Alvarenga y Maria Oliveira Alvarenga. Tuvo un hermano: Antônio Alvarenga. Estuvo casado con Annita do Val con quien tuvo un hijo. En el momento de su muerte trabajaba en la capital paulista como amanuense juramentado.
El 23 de mayo de 1932 fue herido de bala durante una manifestación ocurrida frente al local del Partido Popular Paulista, en la Rúa Barão de Itapetininga, Praça da República, en São Paulo. Esta organización (antes conocida como "Legión Revolucionaria") estaba dirigida por Miguel Costa y reunía a militares, políticos y antiguos miembros de la Columna Prestes y servían como apoyo político y militar a los intereses de la dictadura de Getúlio Vargas. En esa ocasión, junto con otras personas, fue alcanzado por los disparos de los fusiles de los soldados de la organización que estaban apostados en las ventanas de aquel edificio. Fue auxiliado a tiempo e internado en la Santa Casa de Misericordia. Falleció el 12 de agosto de ese año en el Hospital Santa Rita y fue sepultado en el Cementerio São Paulo.
Según Manuel Octaviano Marcondes de Souza, padre de Dráusio Marcondes de Souza, quien escribió el libro "Fomos vencidos?" (1933), Alvarenga no tenía nada que ver con la manifestación del 23 de mayo, habiendo sido disparado cuando volvía del trabajo en una calle adyacente a la rúa Barão de Itapetininga. Comentó también que él y sus colegas ayudaron a ubicar a la familia de Alvarenga y comunicarles lo ocurrido, habiendo sido internado en un inicio en el cuarto 9 de la Santa Casa de Misericordia, al costado del cuarto 8 donde estuvo internado su hijo Dráusio.
En 1993, el investigador Hely Felisberto Carneiro descubrió que Orlando de Alvarenga era la quinta persona asesinada en aquel fatídico acontecimiento histórico. Según sus investigaciones, Orlando Alvarenga resultó gravemente herido aquel día por un disparo de fusil en la columna lumbar, que le destrozó la médula espinal. Aunque fue rescatado, murió tras 81 días en el hospital. Ante este descubrimiento, el investigador tomó medidas para corregir los registros históricos sobre la Revolución de 1932 y consiguió que la junta de la Sociedad de Veteranos de 1932 reconociera la omisión en septiembre de 1993.
En 2004, se añadió la letra "A" al MMDC en honor a Orlando de Oliveira Alvarenga. En su memoria, el gobierno del estado de São Paulo oficializó la Cruz de Alvarenga y el Collar de los Héroes Anónimos mediante el Decreto 46.718, emitido el 25 de abril de 2002. En 2004, la Ley Estatal nº 11.658 estableció el "Día de los Héroes del MMDCA", que se conmemora anualmente el 23 de mayo, en memoria y homenaje a aquellos jóvenes asesinados. En todo el estado de São Paulo hay innumerables calles nombradas en su memoria, así como los otros nombres de la sigla MMDC, como en Sorocaba, donde se aprobó la Ley Municipal N º 6.814, designando la calle N º 1 en Jardim Itapoã como "Orlando de Alvarenga". En Campinas se dio su nombre a una calle del Jardim São José, y también en São Paulo, en el Jardim Paulista.